# Jesse Bromwich
Pour les articles homonymes, voir Bromwich.

a Compétitions nationales et continentales officielles uniquement.

b Matchs officiels uniquement.
Jesse Bromwich, né le 3 mai 1989 à Auckland (Nouvelle-Zélande), est un joueur de rugby à XIII néo-zélandais évoluant au poste de pilier. Il fait ses débuts en National Rugby League (« NRL ») avec le Storm de Melbourne lors de la saison 2010, franchise avec laquelle il remporte la NRL en 2012. Il a également  revêtu le maillot de la Nouvelle-Zélande avec laquelle il a remporté le Tournoi des Quatre Nations 2014.
Son frère Kenny Bromwich est également joueur de rugby à XIII.

## Palmarès
- Collectif :
  - Vainqueur du Tournoi des Quatre Nations : 2014 (Nouvelle-Zélande).
  - Vainqueur du World Club Challenge : 2013 et 2018 (Melbourne).
  - Vainqueur de la National Rugby League : 2012, 2017 et 2020 (Melbourne).
  - Finaliste de la Coupe du monde : 2013 (Nouvelle-Zélande).
  - Finaliste du Tournoi des Quatre Nations : 2016 (Nouvelle-Zélande).
  - Finaliste de la National Rugby League : 2016 et 2018 (Melbourne).

### En sélection

#### Coupe du monde
| Édition         | Rang      | Résultats pays | Résultats Bromwich | Matchs Bromwich |
| --------------- | --------- | -------------- | ------------------ | --------------- |
| Angleterre 2013 | Finaliste | 5 v, 0 n, 1 d  | 4 v, 0 n, 1 d      | 5/6             |

Légende : v = victoire ; n = match nul ; d = défaite.

#### Quatre Nations
| Édition             | Rang      | Résultats pays | Résultats Bromwich | Matchs Bromwich |
| ------------------- | --------- | -------------- | ------------------ | --------------- |
| Quatre Nations 2014 | Vainqueur | 4 v, 0 n, 0 d  | 4 v, 0 n, 0 d      | 4/4             |
| Quatre Nations 2016 | Finaliste | 1 v, 1 n, 2 d  | 1 v, 1 n, 2 d      | 4/4             |

Légende : v = victoire ; n = match nul ; d = défaite.

### En club

#### Statistiques
| Saison | Club            | Compétition           | Matchs | Points | Essais | Goals | Drops |
| ------ | --------------- | --------------------- | ------ | ------ | ------ | ----- | ----- |
| 2010   | Melbourne Storm | National Rugby League | 7      | -      | -      | -     | -     |
| 2011   | Melbourne Storm | National Rugby League | 22     | 16     | 4      | -     | -     |
| 2012   | Melbourne Storm | National Rugby League | 27     | 8      | 2      | -     | -     |
| 2013   | Melbourne Storm | National Rugby League | 26     | 24     | 6      | -     | -     |
| 2014   | Melbourne Storm | National Rugby League | 24     | 8      | 2      | -     | -     |
| 2015   | Melbourne Storm | National Rugby League | 26     | 12     | 3      | -     | -     |
| 2016   | Melbourne Storm | National Rugby League | 27     | 20     | 5      | -     | -     |
| 2017   | Melbourne Storm | National Rugby League | 23     | 4      | 1      | -     | -     |
| 2018   | Melbourne Storm | National Rugby League | 20     | -      | -      | -     | -     |
| 2019   | Melbourne Storm | National Rugby League | 27     | 20     | 5      | -     | -     |
| 2020   | Melbourne Storm | National Rugby League | 19     | 8      | 2      | -     | -     |
| 2021   | Melbourne Storm | National Rugby League | 24     | 4      | 1      | -     | -     |
| 2022   | Melbourne Storm | National Rugby League | 22     | 4      | 1      | -     | -     |
| 2023   | Dolphins        | National Rugby League | -      | -      | -      | -     | -     |